# Eusebius van Myndus
Eusebius van Myndus was een Neoplatoons filosoof uit de 4e eeuw.
Hij was een volgeling van Aedesius in Pergamon. 
- Gemeinsame Normdatei: 102393133
- Virtual International Authority File: 20069290
- WorldCat: E39PBJcrfyKGVq8WcTFTTCyfMP